# Homidiana anilina
Homidiana anilina is een vlinder uit de familie van de Sematuridae. De wetenschappelijke naam van de soort is voor het eerst geldig gepubliceerd in 1930 door Bryk.